# Joseph Kasavubu
Joseph Kasavubu, född 1910, död 24 mars 1969, var en kongolesisk frihetskämpe och politiker. Han var president för Kongo-Léopoldville (kallad Republiken Kongo 1960-1964, Demokratiska republiken Kongo från 1964) från 30 juni 1960 till 25 november 1965.

## Biografi
Kasavubu, som tillhörde bakongofolket, var katolik och studerade i ungdomen teologi. 1942 började han som statstjänsteman och nådde den högsta tjänstegraden som afrikaner kunde nå under det belgiska kolonialstyret. Han var en tidig ledare inom självständighetsrörelsen och blev 1955 ordförande för Abako, Alliance des Ba-Kongo, en kulturell och politisk organisation för bakongofolket. 1957 valdes han till borgmästare i Dendale i de första kommunala valen som tilläts av det belgiska kolonialstyret.
I Kongos första nationella val 1960 fick Patrice Lumumbas parti större stöd än Abako och dess allierade, men ingendera sidan kunde bilda en parlamentarisk majoritetskoalition. Som en del av en kompromiss utsågs Kasavubu till den nya republikens president medan Patrice Lumumba utsågs till premiärminister. Redan från första början rådde dock stark rivalitet mellan de båda ledarna. Kasavubu ville bygga en federal statsbildning medan Lumumba var för en stark centralmakt.
Den 5 september 1960 förklarade båda att de avsatt den andre. Det uppkomna dödläget löstes den 14 september genom att arméchefen Joseph Mobutu ingrep på Kasavubus sida och grep Lumumba som senare överlämnades till Katangas upprorsledare Moise Tshombe. 
De följande fem åren leddes landet av en rad svaga regeringar. I juli 1964 utsåg Kasavubu Tshombe till premiärminister. Den 25 november 1965 avsattes Kasavubu slutligen av Mobutu, som då var försvarsminister.